# Nhím đuôi ngắn
Nhím đuôi ngắn (Hystrix brachyura) là một loài gặm nhấm trong họ Nhím lông Cựu Thế giới. Có 3 phân loài còn tồn tại phân bố ở Nam và Đông Nam Á.